# Барбье, Шарль
Николя́-Шарль-Мари́ Барбье́ де ла Сер (фр. Nicolas-Charles-Marie Barbier de La Serre, 1767—1841) — французский военный, криптограф, изобретатель так называемой «ночной азбуки».

## Биография
Уроженец департамента Нор, служил в армии во времена абсолютизма, получив чин капитана артиллерии; во время революции 1789—1794 годов эмигрировал и вернулся во Францию во времена Первой империи. В армии занимался проблемами шифровки сообщений, и по запросу Наполеона в 1808 году разработал так называемую «ночную азбуку» — способ кодировки сообщений, который позволял их получателям читать тексты сообщений «вслепую» — в темноте и бесшумно.
В 1820 году Барбье обратился к директору парижской Национальной школы для слепых детей Гийе с предложением продемонстрировать «ночную азбуку» для учеников школы, но Гийе отнёсся к предложению Барбье весьма прохладно. На следующий год Барбье обратился с тем же предложением к следующему директору школы — Пинье, который отнёсся к предложению изобретателя более благосклонно. Барбье выступил перед учащимися
и предложил им использовать для общения листы бумаги с надписями, выполненными ночной азбукой. Учащиеся восприняли азбуку Барбье очень хорошо, поскольку использовавшаяся ими система записи Гаюи была гораздо сложнее для использования, чем простые узоры из точек. Барбье также предусмотрел инструменты для записи текстов слепыми — специальную доску для письма и острый инструмент для нанесения точек.
Среди участников презентации был 12-летний Луи Брайль, который счёл азбуку Барбье очень перспективной и внёс ряд предложений по её модификации — в частности, предложил сократить матрицу Барбье размером 6 × 6 рядов до 6 точек в 2 ряда, чтобы легче осязать запись. Барбье отнёсся неприязненно к идее 12-летнего мальчика и отклонил его предложения. А через 3 года Луи Брайль разработал собственный рельефно-точечный шрифт, получивший огромное распространение в мире.
Барбье умер в 1841 году, похоронен на кладбище Пер-Лашез (53 участок).

## Ночная азбука
Система кодировки Барбье представляла собой квадрат Полибия, в котором каждый звук французского языка, включая дифтонги и трифтонги, изображается двузначным кодом, характеризующим его место в таблице.
|   | 1  | 2   | 3   | 4   | 5   | 6   |
| - | -- | --- | --- | --- | --- | --- |
| 1 | a  | i   | o   | u   | é   | è   |
| 2 | an | in  | on  | un  | eu  | ou  |
| 3 | b  | d   | g   | j   | v   | z   |
| 4 | p  | t   | q   | ch  | f   | s   |
| 5 | l  | m   | n   | r   | gn  | ll  |
| 6 | oi | oin | ian | ien | ion | ieu |

Система Барбье, несмотря на своё удобство, обладала тем не менее рядом недостатков:
- построена на фонетической основе, что затрудняет учёт правил орфографии;
- в ней отсутствуют комбинации для знаков препинания, цифр, нот, математических символов и т. д.;
- большой размер сетки неудобен для осязательного восприятия.